# Gouvernement Ibb

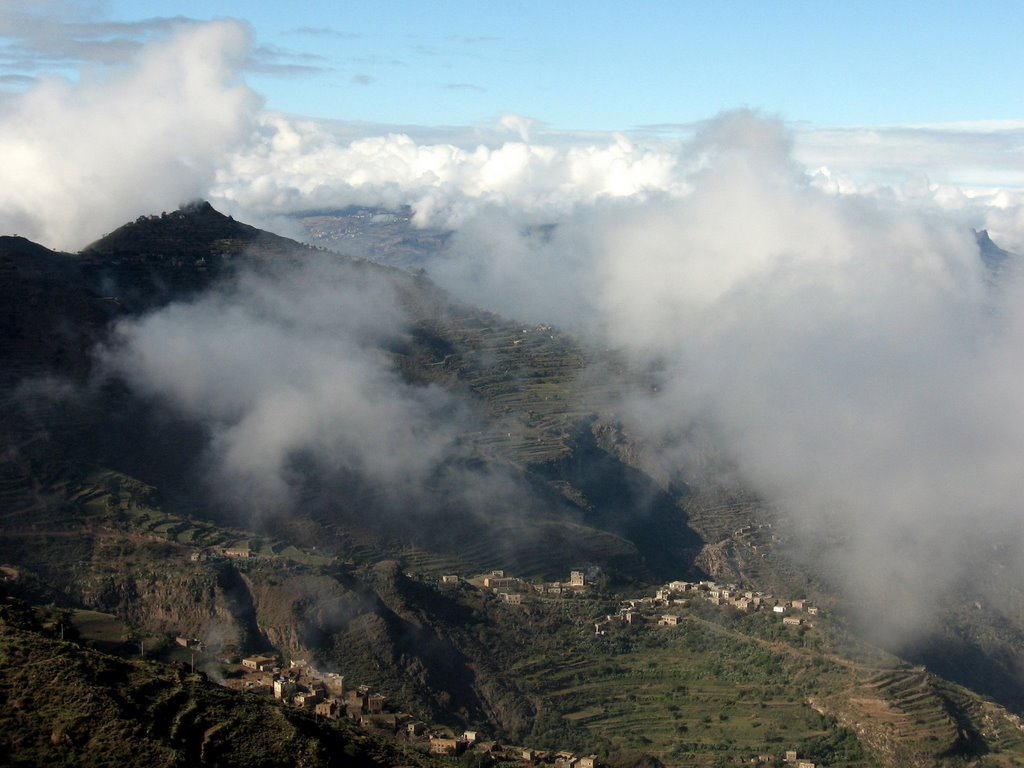
Landschaft im Gouvernement Ibb

Ibb (arabisch إب, DMG Ibb) ist eines der 22 Gouvernements des Jemen. Es liegt im Südwesten des Landes.
Ibb hat eine Fläche von 6.484 km² und 3.026.000 Einwohner (Stand: 2017). Das ergibt eine Bevölkerungsdichte von 467 Einwohnern pro km².

## Distrikte von Ibb
Das Gouvernement Ibb unterteilt sich in 18 Distrikte. 
1. Ibb
2. Jibla
3. The ElSaqal
4. AlSayani
5. AlSabra
6. Ba'dan
7. ElSha'ar
8. AlNadera
9. AlRadhma
10. AlSsada
11. Yareem
12. AlMakhader
13. Hubaish
14. AlQafar
15. Hozom AlOdain
16. Far' AlOdain
17. AlOdain
18. AlMothaykhera